# 新井郁男
新井 郁男（あらい いくお、1935年6月4日 - ）は、日本の教育学者。上越教育大学名誉教授。日本学習社会学会会長。教育社会学を専攻。

## 人物
東京府生まれ。長野県須坂市育ち。1959年東京大学教育学部卒業。文部省入省、1966年国立教育研究所、東京工業大学助教授、上越教育大学教授、1989年副学長、2001年定年退官、名誉教授、愛知学院大学教授、放送大学教授、財団法人教育調査研究所理事長。2006年～2008年まで日本教育社会学会会長を務めた。現在、日本学習社会学会会長を務めている。

## 著書
- 『現代学校改革論 その視点と方策』教育開発研究所、1981
- 『教育学大全集 8、学習社会論』第一法規出版、1982
- 『学校教育と地域社会』ぎょうせい、1984、教育管理職講座
- 『学校改善実践全集 24、地域の教育力を活かす』ぎょうせい、1987
- 『教育社会学 1、人間の発達と教育』放送大学、1991
- 『学校社会学』樹村房、1994、教育学テキストシリーズ
- 『ゆとりの学びゆとりの文化 21世紀の学習社会』教育出版、2001
- 『教育経営論』改訂版 放送大学、2004

### 共編著
- 『世界の初等教育』川野辺敏共編著、東洋館出版社、1966、教育の時代叢書
- 『教育経営と教育工学 管理職のためのシステム分析』森隆夫共著、帝国地方行政学会、1971
- 『現代アジアの教育課題』河野重男共編、アジア経済研究所 1976
- 『現代教育社会学講座 4、現代学校の構造』河野重男共編、東京大学出版会、1976
- 『戦後教育を語る 教育対話 教育社会学30年』清水義弘,河野重男共著、ぎょうせい、1977
- 『教育外来語の常識』共編、第一法規出版、1978、教師のためのベストライブラリー
- 『現代教育の構造と課題』河野重男共編著、ぎょうせい、1978
- 『世界教育事典』増補改訂版 平塚益徳監修／川野辺敏・手塚武彦・森隆夫共編集、ぎょうせい、1980
- 『教師実務の便利事典 事務処理・服務・人間関係の対応 問題をもつ子の指導』柳下昭夫、若井彌一、杉山正一共編、学習研究社、1986
- 『学校改善実践全集 4、充実した授業をつくる時間割』編著、ぎょうせい、1987
- 『教育学基礎資料』牧昌見共編著、樹村房、1988
- 『講座学校学 2、学校の生活』西村文男共編、第一法規出版、1988
- 『生涯学習講座 第3巻、生涯学習援助の企画と経営』辻功共編、第一法規出版、1989
- 『学校と塾や地域との間 子どもはどこで学ぶか』編著、ぎょうせい、1990、シリーズ・教育の間
- 『『研究校』の手引き 研究計画の立て方から発表までの工夫』金沢孝、牧田章共編著、東洋館出版社、1991
- 『「生き方」を変える学校時代の体験 ライフコースの社会学』編著、ぎょうせい、1993
- 『現代社会と教育 人間の成長・発達の課題』岡崎友典共著、放送大学、1995
- 『学習社会としての学校 「教育する学校」を超えて』編、教育出版、1999、シリーズ子どもと教育の社会学
- 『学習の総合化をめざすティーム・ティーチング事典』天笠茂共編、教育出版、1999
- 『主体的に学ぶ「総合的な学習」の多様な計画&実践』編著、東洋館出版社、1999
- 『「効率」学校の超克 教育社会から学習社会への転換をデザインする』編、東洋館出版社、2000、シリーズ"新しい学校"パラダイムの転換
- 『教育経営論 生涯学習社会形成の観点から』編著、放送大学、2002
- 『学校教育辞典』新版 今野喜清,児島邦宏 共編集代表、教育出版、2003
- 『比較教育制度論』二宮皓共編著、放送大学、2003
- 『道徳教育論』犬塚文雄,林泰成共著、放送大学、2005
- 『生徒指導』新訂 住田正樹,岡崎友典共編著、放送大学、2006
- 『カリキュラム開発の促進条件に関する研究』編著、教育開発研究所、2012

### 翻訳
- ウイリアム・ケイ『道徳教育の研究 社会・家庭・学校の役割』他訳、広文社、1982
- ピーター・E.ランドール『人はなぜいじめるのか 地域・職場のいじめと子ども時代の体験』教育開発研究所、1998